# Wasserbürtige Krankheiten
Unter wasserbürtigen Krankheiten oder wasserbezogenen  Krankheiten werden in der globalen entwicklungspolitischen Diskussion mit dem Wasser übertragene Krankheiten verstanden. Die meisten dieser Krankheiten werden durch Enterobakterien oder durch Viren verursacht, die von Mensch zu Mensch über die Fäzes – insbesondere aufgrund unzureichend gereinigter Abwässer – weitergereicht werden. Ein weiterer Teil dieser Krankheiten wird durch Süßwasserparasiten des Menschen verursacht. Erkrankungen durch Meeresparasiten des Menschen werden unter diesen Begriff, der eine (nicht ganz exakte) Übersetzung des englischen Ausdrucks „water-borne diseases“ darstellt, nicht gefasst.
Vor allem bei einer hohen Bevölkerungsdichte sowie fehlenden oder unzureichenden sanitären Einrichtungen kommt es zur Ausbreitung der Krankheitserreger. Nach Schätzungen der UN sterben jährlich bis zu 5 Millionen Menschen an durch diese Erreger verursachten Krankheiten (bzw. aufgrund Befall durch Süßwasserparasiten). Alleine in den afrikanischen Ländern südlich der Sahara verursachen wasserbedingte Krankheiten durch Arbeitsausfälle und steigende Gesundheitsausgaben Kosten, die 28 Milliarden US-Dollar jährlich oder 5 Prozent ihrer Wirtschaftskraft entsprechen (das ist mehr, als diese Länder im Jahr 2003 an Entwicklungshilfe sowie Schuldenerlassen erhalten haben). Der Klimawandel birgt das Potenzial für eine zunehmende menschliche Gesundheitsgefährdung durch wasserbürtige Krankheiten.
Die Versorgung der Weltbevölkerung mit hygienisch (aber auch toxikologisch) unbedenklichem Wasser und der Zugang zu geeigneten Sanitärsystemen, z. B. auf Ecosan-Basis, stellt eine der größten Herausforderungen der Menschheit in den nächsten Jahrzehnten dar und ist daher als Bewältigung der Wasserkrise Bestandteil der sog. Millenniumsziele der Menschheit.
Insbesondere die in der Tabelle aufgeführten Erkrankungen stehen im Zusammenhang mit verunreinigtem Wasser:
| Krankheit                    | Krankheitserreger                                    |
| ---------------------------- | ---------------------------------------------------- |
| Giardiasis                   | Giardia intestinalis                                 |
| Kryptosporidiose (Durchfall) | Cryptosporidium parvum                               |
| Amöbenruhr                   | Entamoeba histolytica                                |
| Bakterienruhr                | Shigella                                             |
| Cholera                      | Vibrio cholerae                                      |
| Campylobacter-Enteritis      | Campylobacter                                        |
| Durchfall                    | meist Enterobakterien                                |
| Typhus, Paratyphus           | Salmonellen                                          |
| Gastroenteritis              | Rota-, Adenoviren, Humane Noroviren, Enterobakterien |
| Hepatitis A und E            | Viren                                                |
| Enterovirusinfektion         | Coxsackie-Virus und andere Enteroviren               |

Für Erkrankungen, die durch Parasiten übertragen werden, welche auf Süßwasser angewiesen sind, vgl. zusätzlich Süßwasserparasiten des Menschen. Ebenso kann es aber auch durch Mikroorganismen, die natürlich in der Umwelt vorkommen und nicht durch einen Eintrag von Fäkalien verursacht werden, zu wasserbezogenen Erkrankungen des Menschen kommen, wie beispielsweise durch Legionellen oder Pseudomonaden. Auch sie werden mittlerweile den wasserbürtigen Krankheitserregern zugeordnet.